# Juhar (Bandar Khalipah)
Juhar is een bestuurslaag in het regentschap Serdang Bedagai van de provincie Noord-Sumatra, Indonesië. Juhar telt 6303 inwoners (volkstelling 2010).